# Montgaillard-sur-Save

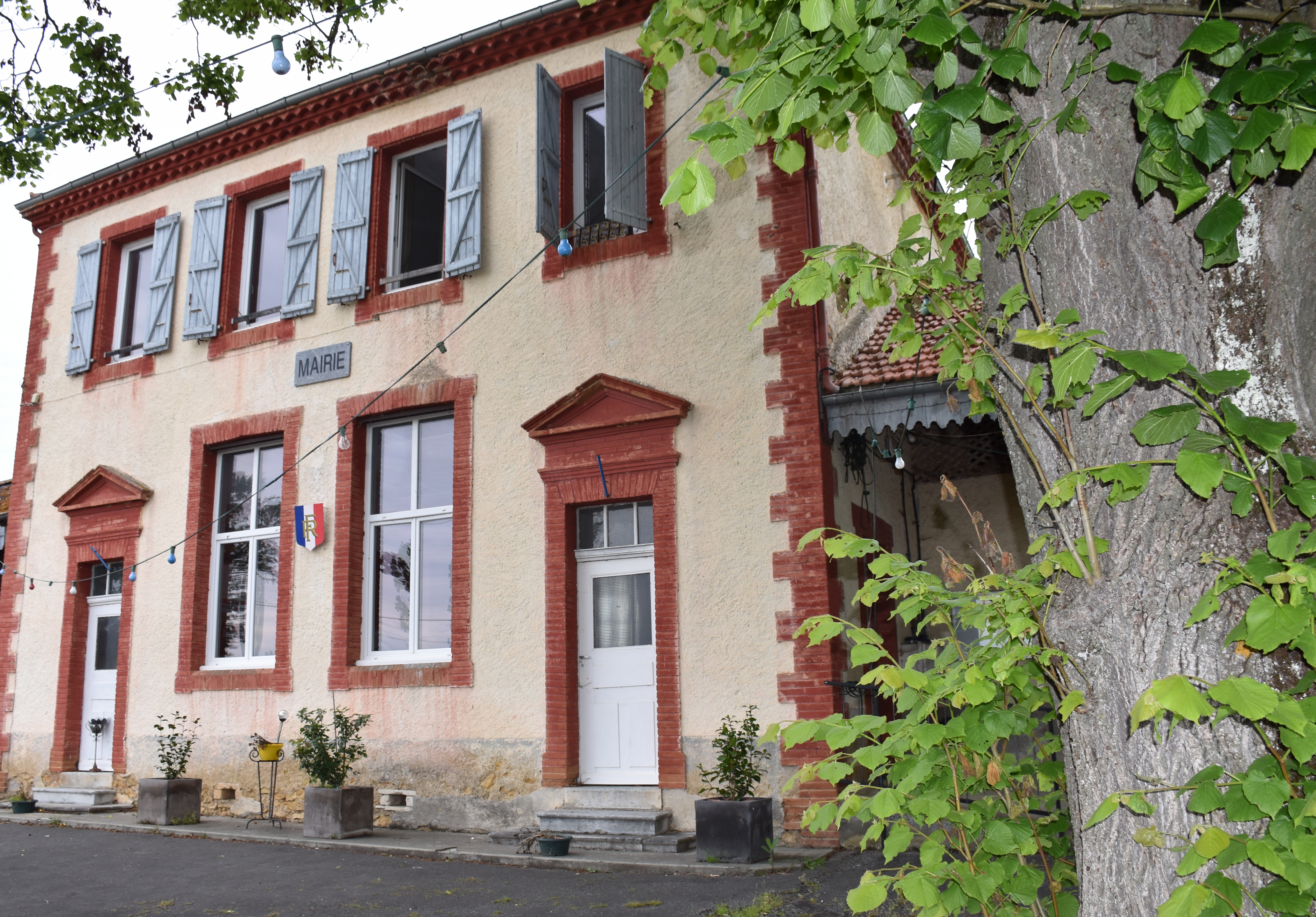
Das Rathaus von Montgaillard-sur-Save

Montgaillard-sur-Save ist eine französische Gemeinde mit 67 Einwohnern (Stand 1. Januar 2022) im Département Haute-Garonne in der Region Okzitanien (zuvor Midi-Pyrénées). Die Einwohner werden als Montgaillardiers bezeichnet.

## Geographie
Umgeben wird Montgaillard-sur-Save von den vier Nachbargemeinden:
| Saint-Pé-Delbosc |                                             | Ciadoux |
| Charlas          | Kompassrose, die auf Nachbargemeinden zeigt |         |
|                  | Saman                                       |         |

Das Gemeindegebiet wird vom Fluss Save durchquert. An der nördlichen Gemeindegrenze mündet der Zufluss Bernesse.

## Bevölkerungsentwicklung
| Jahr                      | 1962 | 1968 | 1975 | 1982 | 1990 | 1999 | 2006 | 2011 | 2016 |
| ------------------------- | ---- | ---- | ---- | ---- | ---- | ---- | ---- | ---- | ---- |
| Einwohner                 | 98   | 83   | 64   | 63   | 69   | 66   | 77   | 78   | 85   |
| Quelle: Cassini und INSEE |      |      |      |      |      |      |      |      |      |

## Sehenswürdigkeiten
- Kirche St-Piere, erbaut im 15. Jahrhundert